# Краснояров, Клавдий Карпович
Кла́вдий Ка́рпович Красноя́ров (12 июня 1907 — 23 сентября 1943) — участник Великой Отечественной войны, стрелок 1181-го стрелкового полка 356-й стрелковой дивизии 61-й армии Центрального фронта, Герой Советского Союза (1944), красноармеец.

## Биография
Родился 30 мая (12 июня) 1907 года в деревне Исаковка в крестьянской семье. По национальности русский. По окончании начальной школы работал в колхозе. С 1931 года жил в Якутске, работал в управлении рабочего снабжения Ленского объединения речного пароходства.
В Красной Армии с февраля 1943 года, с апреля этого же года на фронтах Великой Отечественной войны, где воевал в составе 1181-го стрелкового полка на Брянском и Центральном фронтах.
23 сентября 1943 года в бою за деревню Большая Листвень (ныне деревня Великий Листвен Городнянского района Черниговской области), израсходовав все боеприпасы, телом закрыл амбразуру вражеского дзота.
Похоронен в селе Великий Листвен Городнянского района Черниговской области.
Указом Президиума Верховного Совета СССР «О присвоении звания Героя Советского Союза генералам, офицерскому, сержантскому и рядовому составу Красной Армии» от 15 января 1944 года за «образцовое выполнение боевых заданий командования по форсированию реки Днепр и проявленные при этом отвагу и геройство» красноармейцу Клавдию Карповичу Красноярову посмертно присвоено звание Героя Советского Союза с вручением ордена Ленина и медали «Золотая Звезда».

## Награды
- Медаль «Золотая Звезда» Героя Советского Союза (15.01.1944)[3][7].
- Орден Ленина (15.01.1944).

## Память
- Именем Героя названы:
  - улица в Якутске
  - теплоход на Лене
- Бюст Клавдия Красноярова установлен в Якутске на перекрестке ул. Красноярова и проспекта Ленина.